# Jeremy Jackson
Jeremy Jackson Dunn, född 16 oktober 1980 i Newport Beach, Kalifornien, är en amerikansk skådespelare och sångare. Bara 11 år gammal slog han igenom som Hobie Buchannon (son till livräddaren Mitch Buchannon, spelad av David Hasselhoff) i TV-serien Baywatch. Jackson stannade i serien till 1999. Men han kom tillbaka precis som de flesta i serien när "reunion-filmen" Baywatch Hawaiian Wedding spelades in på Hawaii. Jacksons första låt var "You Can Run" som han bl.a. sjöng i ett avsnitt av Baywatch.

## Filmografi (urval)
- 1984 – Santa Barbara (TV-serie) (Derek Griffin som barn)
- 1991 – Shout (ung klockringare)
- 1991 – 1999 – Baywatch (Hobie Buchannon)
- 2003 – Baywatch Hawaiian Wedding (Hobie Buchannon)
- 2004 – Ring of Darkness (Xavier)

## Diskografi
Studioalbum
- 1994 – Number One
- 1995 – Always

Singlar
- 1994 – "I Need You"
- 1994 – "Looking For My Number 1"
- 1995 – "You Can Run"
- 1995 – "French Kiss"
- 1995 – "I'm Gonna Miss You"
- 1997 – "You Really Got It Going On"